# Meriania vargasii
Meriania vargasii är en tvåhjärtbladig växtart som beskrevs av John Julius Wurdack. Meriania vargasii ingår i släktet Meriania och familjen Melastomataceae. Inga underarter finns listade i Catalogue of Life.